# 娯楽百分百
娯楽百分百（ユールーバイフェンバイ、英語表記：100% Entertainment）は1997年5月5日から台湾の八大電視で放送されているバラエティ番組である。現在の司会者は黄偉晉、邱鋒澤、陳零九である。
2012年12月6日、YouTubeで娛樂百分百オフィシャルチャンネルを開始した。

## 放送時間
- 台湾

八大電視 - Ch.28：毎週月曜日〜日曜日；18:00 - 19:00（再放送：01:00、10:00）
- マレーシア

アストロ - Ch.301：毎週月曜日〜金曜日；21:00 - 22:00（再放送：02:00、06:00）
- シンガポール

メディアコープ・チャンネルU - 毎週月曜日〜金曜日；17:00 - 18:00

## 歴代司会者
| - 月曜日〜金曜日 - 一代目：蔡栄祖 - 二代目：何篤霖 - 三代目：大S、小S - 四代目：大S、小S、黒人 - 五代目：大S、小S、小豬 - 六代目：小豬、小鬼、蝴蝶姐姐（切り替え） | - 土曜日、日曜日 - 一代目：黒人、阿雅 - 二代目：黒人、小豬 - 三代目：黒人、Makiyo - 四代目：小嫻、洪其徳 - 五代目：小豬、小鬼、蝴蝶姐姐（切り替え） |

## 主なコーナー

### 過去のコーナー
| - 一分鐘瘦身操 - 仙女下凡來解答 - 拜金女速成班 - 變裝秀 - 隨堂點名 | - 紅頂新人 - K歌百分百 - 觀眾你最大 - 七年之間 - 嗄趴百分百 | - 私房料理大對決 - 美人速成班 - 徐里長 - 百分百金笑獎 - 不是要我打給你 | - 籃球達人 - 籃球社 - 驚驚、吳在驚笑話 - Magic Show |

### 現在のコーナー
| - 百分百聽證會 - 百分百特別企劃 - 百分百歌唱大賽 - 百分百大對抗 - 百分百聯誼社 - 百分百娛樂王 - 百分百運動會 | - 百分百自拍王 - 百分百選美大賽 - 百分百藝能交流協會 - 百分百影友會 - 百分百搶聽會 - 百分百慶功宴 - 百分百幼稚園 | - 我家也有大明星 - 粉絲同樂會 - 戀愛百分百 - 藝能發表會 - 真心話聽證會 - 百分百班會時間 - 大明星返校日 | - Dancing King哥舞蹈教室 / 羅主任舞蹈教室（前名） - 好友音樂會 - 百分百隨堂考 - 百分百Live House - 花生省魔術 - 驚嚇百分百 |